# Paolo Parrini
Paolo Parrini (Castell'Azzara, 29 giugno 1943 – Firenze, 2 luglio 2020) è stato un filosofo italiano.

## Biografia
Professore ordinario di Filosofia teoretica all'Università di Firenze, membro di svariate istituzioni scientifiche internazionali e del comitato scientifico di alcune riviste filosofiche italiane e straniere e condirettore della collana "Epistemologica" pubblicata dall'editore Guerini e associati, fu segretario nazionale del Comitato dei dottorati di ricerca in Filosofia, nonché Presidente della Società Italiana di Filosofia Analitica.

Paolo Parrini fu invitato a tenere lezioni e conferenze in Italia, in vari paesi europei, in Argentina e negli Stati Uniti d'America.
Insieme a Roberta Lanfredini organizzò un Corso di perfezionamento in Epistemologia generale e applicata che si tiene, con cadenza biennale, presso il Dipartimento di Filosofia dell'Università di Firenze.

Si occupò di filosofia analitica contemporanea, dell'epistemologia di Kant e di Husserl, di vari aspetti del pensiero scientifico e epistemologico del XIX e del XX secolo, della filosofia italiana del Novecento.
Sin dai primi lavori ha sviluppato una nuova interpretazione del positivismo logico e dei suoi rapporti con il convenzionalismo e la filosofia kantiana la quale, in seguito, ha trovato ampia conferma a livello internazionale.
In campo epistemologico, i suoi maggiori interessi vanno al tema del realismo, alla problematica della conoscenza a priori, alla giustificazione epistemica e alla metodologia della ricerca storico-filosofica.
Nel volume Conoscenza e realtà avanzò una prospettiva filosofica cui dette il nome di "filosofia positiva" e della quale sviluppò le implicazioni circa i rapporti con l'ermeneutica, lo statuto epistemologico della logica e la natura della verità.
 Lasciò più di un centinaio di pubblicazioni, alcune delle quali in lingua inglese, francese e spagnola.

## Opere
- Linguaggio e teoria. Due saggi di analisi filosofica, La Nuova Italia, Firenze, 1976.
- Una filosofia senza dogmi. Materiali per un bilancio dell'empirismo contemporaneo, il Mulino, Bologna, 1980.
- Empirismo logico e convenzionalismo. Saggio di storia della filosofia della scienza, Franco Angeli, Milano, 1983.
- Conoscenza e realtà. Saggio di filosofia positiva, Laterza, Roma-Bari, 1995.
- Knowledge and Reality. An Essay in Positive Philosophy, edizione inglese rivista e ampliata di Conoscenza e realtà (1995), Kluwer Academic Press, Dordrecht, 1998.
- Dimensioni della filosofia. Vol. I: Filosofia in età antica, con Simonetta Parrini Ciolli, Mondadori Università, Milano, 2002.
- L'empirismo logico. Aspetti storici e prospettive teoriche, Carocci, Roma, 2002.
- Filosofia e scienza nell'Italia del Novecento. Figure, correnti, battaglie, Guerini e associati, Milano, 2004.
- Fare filosofia, oggi, Carocci, Roma, 2018.